# AxFlow
 (mars 2012).
Si vous disposez d'ouvrages ou d'articles de référence ou si vous connaissez des sites web de qualité traitant du thème abordé ici, merci de compléter l'article en donnant les références utiles à sa vérifiabilité et en les liant à la section « Notes et références ».
AxFlow est un groupe d'origine suédoise qui appartient au Groupe Axel Johnson. AxFlow a évolué comme société européenne leader dans son domaine : la gestion des fluides et doit son succès à une croissance organique, des fusions et acquisitions stratégiques et la cession des activités non-stratégiques.

## Histoire
1989
Axel Johnson Flow AB est créée pour coordonner et appuyer les activités d'une douzaine de sociétés au sein du groupe Axel-Johnson. Elles incluent George Meller et Bernhard M. Bergman AB. Curt Källström est Président et PDG.
1990
Al-Techniek Benelux dont les bureaux se trouvent aux Pays-Bas et en Belgique est racheté et fusionné à Axel-Johnson Industrial. Volumax est fondée en France et Wemex est transférée vers une société sœur AxEast Asia. Au Portugal, la division "Flow" d'Axel Johnson Lda devient une société distincte et spécialisée qui s'appelle Vendor.
1991
Acquisitions d'Apliventil (Portugal), Gaflo (Allemagne) et Maskin AB AXAB (Suède). Cette dernière fusionne avec Bernhard M. Bergman AB et devient AB Bergman-AXAB. Axel Johnson Flow AB devient AxTrade Flow AB.
1992
Une filiale, Flowmax, est créée en Espagne.
1994
AxTrade Flow AB est, à nouveau, renommé AxFlow AB. Plusieurs filiales non-stratégiques en Belgique, France et Allemagne sont cédées.
1995
Acquisition d'Alpha-Technical au Royaume-Uni et fusion avec Meller.
Acquisition d'AKA Pump en Suède et fusion avec Bergman- AXAB. En Pologne, une division Pompes est créée avec la société sœur AxEast. Aux Pays-Bas, les installations techniques d'Al Techniek sont développées. Cession d'Axel Johnson Hellas en Grèce.
1996
Gregersen & Johnson en Norvège est rachetée par AxEast. Acquisitions et fusions de deux autres sociétés norvégiennes, Norsk Pumpeindustri et Maskin K Lund. En Espagne, la division Pompes de MOPINSA fusionne avec Flowmax.
1997
Acquisition du département Pompes de NESSCO (Norvège) et DCM (Belgique) ainsi que d'Hillman Oy en Finlande. La même année, PROMAX est créée en République tchèque.
1998
Création de STB Pompy (Pologne) et DANAX (Danemark). Fusion de Norsk Pumpe avec Gregersen & Johnson. Au Danemark, cession d'Axel Johnson Teknik. En Suède, acquisition de Svenska Tätningar et fusion avec Bergman-AXAB. Meller rachète Rogan Raydel (Royaume-Uni) et le département Tank & Silo d'IMS (Pays-Bas), formant ainsi Meller FlowTrans.
1999
Au Danemark, Danax rachète l'activité Fluides de Berendsen PMC (Sophus Berendsen A/S). En Hongrie, AxFlow rachète Bajck Kft. Une nouvelle société AxFlow est également créée en Irlande.
2000
En juillet 2000, AxFlow AB devient AxFlow Holding AB. Toutes les sociétés du groupe AxFlow sont alors renommées.
Au Royaume-Uni, George Meller Ltd  se restructure créant Trois sociétés spécialisées : AxFlow Ltd, Meller Process Equipment Ltd et Meller FlowTrans Ltd.
AxFlow Norvège rachète la société d’emballage Metro à Oslo.
2001
En février 2001, AxFlow crée une filiale en Suisse à Schönenwerd.
AxFlow est désormais présent partout en Europe.
2003
En décembre 2003, AxFlow Holding annonce l'acquisition du groupe SPX Process Equipment aux Pays-Bas, en France, Espagne, Italie.
AxFlow devient le distributeur exclusif de la marque SPX.
2004
En février 2004, fusion de AxFlow SAS (Montlouis sur Loire) et Bran & Luebbe.
2009
En décembre 2009, le site de Montlouis sur Loire ferme, AxFlow s'installe à Notre Dame d'Oé.
2011
En juillet 2011, Ouverture d'une agence à Mions près de Lyon.
2018
En janvier 2018, rachat de RDC Productions, Axflow augmente ses capacités de services.